# Dechantskirchen
Dechantskirchen è un comune austriaco di 2 033 abitanti nel distretto di Hartberg-Fürstenfeld, in Stiria. Il 1º gennaio 2015 ha inglobato le località di Schlag e Kroisbach, già frazioni del comune di Schlag bei Thalberg.